# 賈曾
賈曾（?—727年），河南洛陽人，唐朝政治人物。
景云中期擔任吏部员外郎。後為太子舍人，曾請太子（玄宗）禁止女樂。開元初，再拜為中書舍人。與蘇晉同掌制誥，皆以詞學見知，時人稱“蘇賈”。曾後坐事，貶洋州刺史。開元六年，玄宗念舊，特恩甄叙，繼歷慶州刺史。遷禮部侍郎，开元十五年卒。有子賈至。